# 泰爾圍城戰
泰爾圍城戰（Siege of Tyre），發生在前332年的一場攻城戰。泰爾是東地中海沿岸一座重要都市，當亞歷山大大帝東征與波斯阿契美尼德帝國作戰時，因泰爾市民不願意讓亞歷山大入城，讓亞歷山大相當惱火，於是率領馬其頓軍隊圍攻泰爾。但因泰爾新城坐落於小島上，城牆緊鄰海邊的關係，馬其頓軍無法以正規方法攻下這座城市，讓這場圍城戰歷經七個月。
亞歷山大命令他的工程師們運用附近廢棄舊城的廢石，建造一座長堤，連接岸邊與泰爾城所在的小島。之後運用長堤上和戰船上的攻城器具，把城牆搗毀出缺口，攻破這座城市。亞歷山大對於圍攻泰爾花費時間太久，加上受了不少損失，在憤怒下夷平半座城市。根據阿利安記載，包含戰死和被屠殺的泰爾人共有8,000名，而馬其頓損失400名將士。亞歷山大赦免泰爾的國王阿則米卡斯和其他貴族，但把30,000名泰爾市民被貶為奴隸。

## 位置
泰爾是腓尼基最大且相當重要的城市，它在東地中海沿岸的上有座廢棄的舊城，而新城座落於一個緊臨岸邊的小島上，在島上兩側也有兩個天然港口。在亞歷山大的時代，小島與岸邊約有800公尺之遠，海水最深處也才5公尺。然而在小島面朝陸地的那一側，緊臨海邊建造了高聳城牆，城牆由石頭打造。

## 背景
亞歷山大大帝於前334年進軍亞洲，並於伊蘇斯戰役擊敗波斯大流士三世的軍隊，占領整個敘利亞。之後，亞歷山大為了要解決波斯在地中海的絕對制海權，決定占領地中海沿岸的各個港口，迫使波斯艦隊無法補給而解散。因此在伊蘇斯戰役戰後，亞歷山大並沒有對大流士三世窮追不捨，而是轉向南方波斯海軍水手的來源地腓尼基，企圖瓦解波斯海軍。

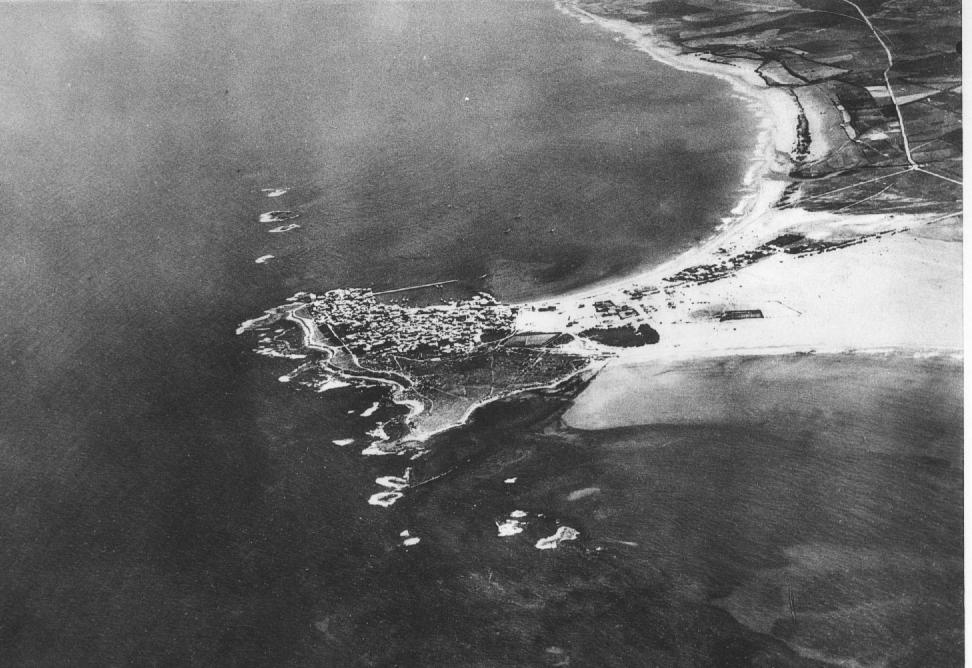
於1934年的空照圖，此時泰爾所在的小島已與陸地相連。

亞歷山大率軍一路南下，另一座腓尼基城市西頓已開城主動投降，而泰爾的國王阿則米卡斯和泰爾艦隊此時正與波斯艦隊司令奧托夫拉達提斯在海上作戰，只留下兒子於泰爾。當亞歷山大前往泰爾半路上，泰爾的使著向亞歷山大表達，願意接受亞歷山大治理，而亞歷山大向他們表達，他想要進入泰爾新城內的神殿，向海格力斯進行獻祭。當使著回去泰爾稟報時，泰爾市民認為鑒於波斯和馬其頓的戰局未定，決議泰爾可以接受亞歷山大的一切命令，但拒絕任何馬其頓人和波斯人進入新城，並建議亞歷山大使用舊城的神殿來祭祀。亞歷山大派出使者試圖進行第二次協談，但進入新城的使者被泰爾人從城牆上丟出去，亞歷山大暴怒了，認為這是對他的挑戰，再加上受夠泰爾在兩邊搖擺不定的態度，更何況把泰爾置之不理的話，在進軍埃及時，泰爾如果再度倒向波斯方的話，後果不堪設想，於是亞歷山大開始著手圍攻泰爾新城。
戰前，城內的女人和小孩都被疏散到迦太基和其他腓尼基殖民地，使城內人口大約只剩40,000人。

## 圍城

### 長提攻防戰
亞歷山大在圍攻泰爾時展現他軍事工程上的才華，對於建於海島上的城市，他決定不從海上攻打，而是興建一道從陸地延伸過去的長堤，連接到小島上，企圖利用投石機破壞城牆。
然而當築堤工程接近小島上時，開始遭遇許多困難，這裡海水較深，泰爾人也頑強抵抗，他們從城牆上射下排箭，甚至乘著戰船前來阻撓築堤工程進行，工程因此無法再接近小島。對此，亞歷山大命人於建造兩座可移動的攻城塔，在塔上安置許多投石器和床弩，當泰爾人從城牆上攻擊馬其頓士兵時，攻城塔將會肅清城牆上的敵人，甚至可以對前來的敵艦投石。另外，攻城塔雖然是木造的，但馬其頓人用獸皮來防護它們，防止泰爾人用火箭攻擊。利用這兩座攻城塔當擋箭屏障，掩護築堤工人進行工作。
雖然泰爾人可能是第一次看到這麼龐大的攻城武器，但隨即想出對這兩座攻城塔的反制計畫。他們運用一艘運輸馬匹用的大運輸船，上面裝滿乾樹枝、易燃的木料以及瀝青、松脂、硫磺等各種易燃物質。然後在船頭立了兩根船杆，把裝滿油料的大鍋掛在上面，這樣只要鍋中油料灑了出來，將會助長火焰。另外，泰爾人船尾處壓上重物，使船頭高高翹起，防止船頭太重。當泰爾戰艦拖著這艘運輸船，乘著風勢接近那兩座攻城塔時，泰爾人點燃運輸船的易燃物，很快就成了一艘大火船，大火船隨即撲上堤上的攻城塔和其他攻城武器。而泰爾人也乘著這個機會搭著小船大舉出動，搗毀提上的工程設備和投石器，並把馬其頓的人員驅進火海中。

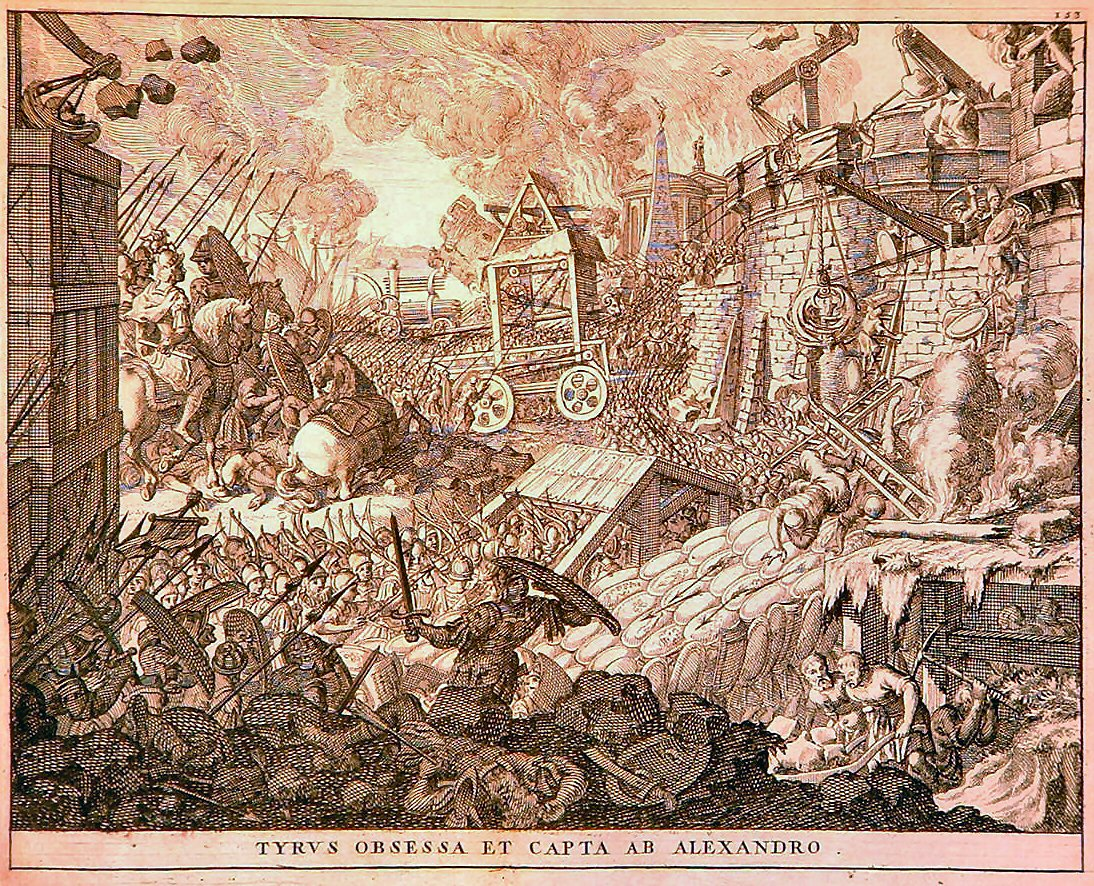
圍攻泰爾城.

亞歷山大大帝只好命人製造更多投石機，並加寬堤道，好安置更多攻城塔。然而，只要泰爾人繼續掌握當地制海權，亞歷山大將不可能奪下這座城市。

### 针锋相对
亞歷山大為了奪下制海權，親自前往西頓徵招海軍。此時，波斯艦隊中的腓尼基各邦艦隊聽到亞歷山大已經占據母國，紛紛離開波斯艦隊司令奧托夫拉達提斯處，帶領自己的艦隊回來投奔亞歷山大，亞歷山大因此獲得80艘腓尼基戰船。不久之後，賽普勒斯諸王得知波斯在伊蘇斯戰役大敗，又得知亞歷山大控制大部分腓尼基，也率領120艘戰艦前來西頓加入亞歷山大軍，加上從希臘和其他地方援來的20艘戰艦，亞歷山大現在擁有一支總計達200艘戰艦的強大海軍，並在一些船上加裝投石器。
而從波斯艦隊處返航的泰爾艦隊非常訝異亞歷山大的艦隊突然增加那麼多，不敢出海決戰。亞歷山大就命賽普勒斯艦隊和腓尼基艦隊分別封鎖泰爾新城外南北兩個港口，接著馬其頓軍開始利用大批投石機以及船艦上的投石器，對泰爾城牆展開攻擊。然而泰爾人也用城內的投石機反擊，使馬其頓人難以接近城牆，加上泰爾人往城牆邊的海上扔了大批石頭，這些石頭在水面下阻礙馬其頓戰艦靠近，這使得亞歷山大很難用船隻清理石頭。
另外泰爾人在戰船上披上鐵甲，當馬其頓艦隊於近處拋錨停泊時，泰爾的鐵甲戰船衝向馬其頓艦隊，並把錨索砍斷。亞歷山大立刻如法炮製泰爾人的鐵甲戰艦，武裝了一些鐵甲戰艦來對付泰爾的鐵甲戰船。然而泰爾人改派潛水伕來切斷馬其頓艦隊的錨索，於是馬其頓人又改用鐵索，讓泰爾的潛水伕無計可施。然後，馬其頓人從堤道上拉了長繩並扣住水面下的那些石頭，把石頭從海中清出，讓船隻可以接近城牆下。

### 海戰

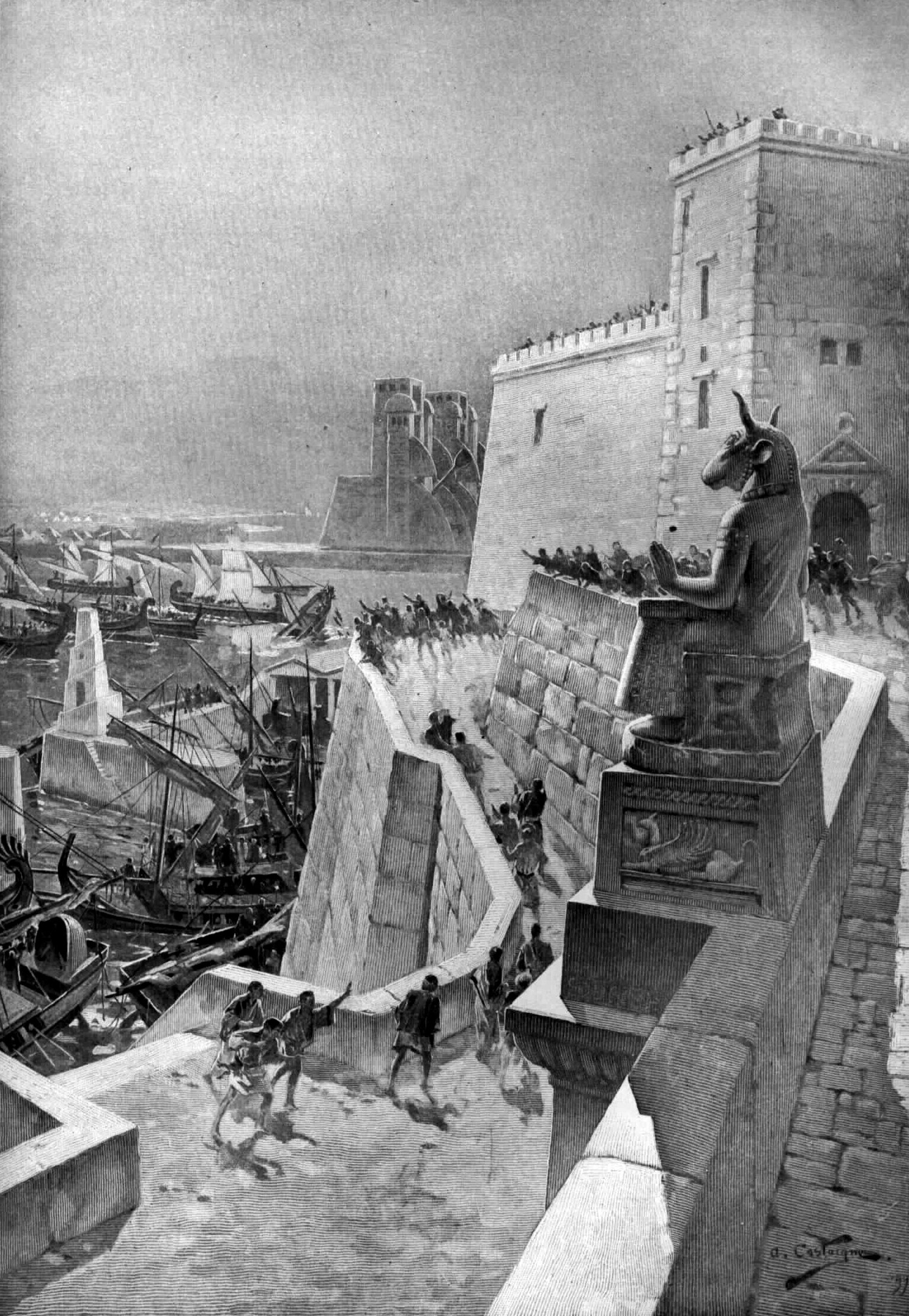
城牆上的泰爾市民發現亞歷山大仍在船上，極力呼喊自己的艦隊盡快撤回，但為時已晚。由André Castaigne所繪

泰爾的處境越來越危險，泰爾人決定對亞歷山大的艦隊各個擊破。他們趁著中午亞歷山大回帳休息，士兵也下船吃飯時，率領分遣艦隊突襲北方港口外的賽普勒斯艦隊。然而，亞歷山大那天並沒有像往常一樣在帳內休息，他很快又回到船上。正當泰爾艦隊成功突襲賽普勒斯艦隊時，亞歷山大也組織好船隊準備進行反擊，泰爾人發現亞歷山大早在戰船上時，為時已晚，泰爾分遣艦隊因此遭受到馬其頓艦隊毀滅打擊。

### 城破
泰爾既然失去艦隊的支援，馬其頓人更可肆無忌憚把投石機推到前方攻城，然而堤道前的城牆實在太過堅固，而馬其頓戰艦對北邊城牆轟擊也沒有效果。亞歷山大接著率領戰艦對南方的城牆試著轟擊，成功把那邊的城牆轟出一個缺口，但泰爾人頑強抵抗讓馬其頓士兵無法靠近。
等到一個風平浪靜的日子，亞歷山大命軍隊從四面八方對泰爾發動總攻擊，他還調來大批戰艦，對之前那段城牆轟擊，等到缺口夠大時，亞歷山大和他的持盾衛隊立即湧入，擊退城牆上的守軍並占領一些城樓，接著亞歷山大率領部隊朝王宮前進。而亞歷山大在南北兩港口的艦隊也趁機突襲港內，紛紛湧入程城中。馬其頓士兵因為圍城時間實在太久，加上泰爾人曾在城牆上處決馬其頓俘虜，火氣早已按耐不住，見到泰爾人就狠命砍殺，使泰爾士兵和市民有8,000名陣亡。然而根據羅馬史家昆圖斯·庫爾提烏斯·魯夫斯記載，有6,000名泰爾士兵陣亡，另外2,000名市民在十字架上處死。
泰爾的國王阿則米卡斯和其他貴族紛紛逃到神殿內尋求庇護，亞歷山大都赦免，但把其他倖存的30,000名泰爾市民貶為奴隸。

## 戰後
亞歷山大攻陷泰爾後，如願以償在泰爾神殿向海格力斯進行獻祭，並舉行陸海兩軍閱兵。之後，亞歷山大繼續奪取地中海沿岸，進軍埃及。

## 腳注
1. ↑  希臘人認為泰爾城內神殿主奉的腓尼基神祇麥勒卡特，就是海格力斯。
2. ↑  O'Brien, John Maxwell Alexander the Great: the invisible enemy : a biography Routledge; 1 edition (15 Sep 1994) ISBN 978-0415106177 p.82
3. ↑   阿利安, 《亞歷山大遠征記》 卷二 p.080。
4. ↑   阿利安, 《亞歷山大遠征記》 卷二 p.081。
5. ↑  普魯塔克,《希臘羅馬英豪列傳:亞歷山大》 p.1217。
6. ↑   阿利安, 《亞歷山大遠征記》 卷二 p.085。
7. ↑   阿利安，《亞歷山大遠征記》 卷二 p.087。